# 分距姬蜂亞科
分距姬蜂亞科（學名：Cremastinae）是一個广泛分佈在全世界的姬蜂科亞科，是一类寄生蜂，约有25个属，一般将卵寄生在鳞翅目昆虫的幼虫体内孵化，有时也寄生在鞘翅目的昆虫幼虫中。
其特点是所有胫骨上的距刺都生长在一个膜状物上，和跗骨上的膜由一个硬化的部分连接，跗骨上的爪是梳状的。